# Stojan Apostolov
Stojan Apostolov, född den 10 april 1946 i Varna, Bulgarien, är en bulgarisk brottare som tog OS-silver i lättviktsbrottning i den grekisk-romerska klassen 1972 i München. 